# Freaky Friday (pel·lícula de 2003)
Freaky Friday és una pel·lícula estatunidenca de comèdia protagonitzada per Lindsay Lohan i Jamie Lee Curtis com a filla i mare respectivament, les quals s'intercanvien els cossos a causa d'un encant provinent d'un bescuit xinès.
Aquesta n'és la tercera versió per Disney, i la segona en deu anys. L'original va ser realitzada el 1976, i el 1995 va ser produït un a nova versió per a televisió per la cadena ABC. Aquesta història es basa en el llibre Freaky Friday de Mary Rodgers.

## Argument
La pel·lícula comença amb una mare i la seva filla en la seva història fins al final d'aquesta escena on mor el pare i la mare es queda sola.
Anna Coleman (Lindsay Lohan) i la seva mare, la doctora Tess Coleman (Jamie Lee Curtis) són dues persones completament diferents. Mentre l'Anna es passa el dia queixant-se i dient que la seva vida és una ruïna, la seva mare es preocupa més pels seus pacients. Anna toca la guitarra en una banda, però segons la seva mare només «fan soroll». La doctora Coleman està a punt de casar-se amb el seu xicot, la qual cosa disgusta l'Anna, ja que ell no és del seu grat. La jove adolescent té sempre problemes a l'escola, perquè no és del grat del seu mestre de literatura, per la qual cosa és castigada injustament per la seva mare, que no està al corrent d'aquest enfrontament personal.
Un dijous la família sencera –composta per Coleman, Anna, el seu germà, el seu padrastre i l'avi Allen Coleman (Harold Gould)– sopa a un restaurant xinès. Coleman i la seva filla, Anna, discuteixen i la propietària del local comercial els ofereix uns bescuits xinesos, i l'encanteri comença. Quan ambdues desperten l'endemà, descobreixen que estan cada una al cos de l'altra, la qual cosa és un gran problema, ja que l'Anna té aquest mateix dia una important audició amb la seva banda, al club «Wang-Tango», i la seva mare es casarà un dia després. Fa menester revertir l'encanteri abans d'aquests esdeveniments. A la festa de la doctora Coleman pel seu dia de noces, aquesta (segrestada per la banda d'Anna) és portada al concert quan elles creuen que en realitat és l'Anna. La veritable Anna, va al concert i toca la guitarra per ella mentre fingeix que toca. Això, sumat a un bell discurs que l'Anna fa en el cos de la seva mare, provoquen un tremolor al lloc i després l'intercanvi d'Anna i de la doctora. Després es perdonen i acaben tenint una molt bona relació.
El film tracta totes les situacions còmiques sorgides del fet que cadascuna té el cos de l'altra.
A la pel·lícula original de 1976, i la versió de 1995, el pare de l'Anna és viu. En aquesta versió va morir tres anys abans (segons el declarat per Tess Colleman durant el seu casament). També, a diferència de l'original, es mostra una explicació per al canvi de cos.

## Repartiment
- Jamie Lee Curtis: Dra. Tess Coleman
- Lindsay Lohan: Anna Coleman
- Mark Harmon: Ryan
- Harold Gould: Avi Allen Coleman
- Chad Michael Murray: Jake
- Stephen Tobolowsky: Mr Elton Bates
- Christina Vidal: Maddie
- Ryan Malgarini: Harry Coleman
- Haley Hudson: Peg
- Lucille Soong: Mare de Pei-Pei
- Rosalind Chao: Pei-Pei
- Willie Garson: Evan
- Dina Waters: Dottie Robertson
- Julie Gonzalo: Stacey Hinhouse
- Christina Marie Walter: amiga de Stacey
- Chris Carlberg: Ethan el bateria
- Danny Rubin: Scott el baixista

## Recepció
La pel·lícula va ser un èxit de taquilla als Estats Units. Les crítiques van ser en la seva majoria positives i la pel·lícula rep actualment una «B» a Yahoo! Pel·lícules, un 88% «Certificat fresques» d'aprovació a Rotten Tomatoes, i una puntuació de 6.6/10 a Imdb.
Jamie Lee Curtis va ser nominada per a un Globus d'Or (com Millor actriu principal-Musical/Comèdia) per la interpretació de Tess Coleman.

## Al voltant de la pel·lícula
- Quan l'Anna dona el concert amb les seves amigues, de fons es veu una noia que anima l'Anna i les seves amigues. Aquesta noia és Carla Gomez.
- El productor de la pel·lícula, Andrew Gunn, va dir que inicialment esperava que Jodie Foster (que va interpretar Anna en la pel·lícula original de 1976) estigués interessada a interpretar la mare en aquesta versió. En un principi, Annette Bening interpretaria el seu paper, però no va fer-ho per raons familiars. A Jamie Lee Curtis se li va donar el paper només quatre setmanes abans que comencés el rodatge.[3]
- Marc McClure, que va interpretar Boris Harris, l'amor impossible de l'Anna en la pel·lícula original, té un breu cameo com a repartidor. També fa un cameo a la pel·lícula el director Mark Waters. Així mateix, en l'escena final, quan l'Anna balla amb en Jake, hi ha una dona al fons del ball amb un senyor d'edat avançada, i ella mira directament a la càmera. Aquesta dona és la mare de la Lindsay Lohan, Dina Lohan.[3]
- Les fotos en l'obertura dels crèdits són fotografies reals de Jamie Lee Curtis i la seva filla, Annie Guest.[3]
- Amir Derakh, de la banda Orgy, va donar instruccions a Jamie Lee Curtis sobre la forma de tocar la guitarra per l'escena en què toca un solo en un concert.
- La cantant Gwen Stefani hi ha aparegut en el paper d'una amiga d'Anna.
- La «S» i la «I» a la televisió de la sala de mestres pertanyen a la marca Sony; aquestes lletres van ser tretes i només quedà «ON».
- Marc McClure, (que interpreta Boris Harris, el que li va entregar un paquet a Tess) en el llibre és un cambrer.
- El Hard Rock Cafè en realitat es deia Destiny Cafè.

Darrere de Jake i Anna, quan ballen a la festa es poden veure diverses noies parlant juntes: són Ashley, Carla i Vanessa de High School Musical

## Paròdies
- Those Freaky McGuire, un episodi de la sèrie Lizzie McGuire, és similar a Freaky Friday quan Lizzie McGuire (Hilary Duff) i el seu germà Matt (Jake Thomas) canvien de cossos.
- En un episodi de 8 Simple Rules, Cate canvia de cos amb Bridget, CJ canvia de cos amb l'avi Jim, i Rory canvia de cos amb el seu hàmster. Kerry és l'única que no canvia de cos amb ningú.
- The Wrong Coast, un programa de paròdies de pel·lícules, li va dedicar una a Freaky Friday anomenada Sort que no va ser un divendres estrany.
- En Les aventures de Brandy i el Señor Bigotes un episodi es diu un dimarts de bojos.
- En Kappa Mikey hi ha un episodi anomenat Un lunés de locos (en castellà) on Lily i Mitsuki canvien de cossos amb un anell.
- En Les Supernenes hi va haver un capítol titulat Freakin' Friday que també parlava del canvi de cossos.
- En la sèrie Illa de mutants, l'episodi Ed i jo és similar a Freaky Friday.